# Barrio Altamira (Córdoba)
El barrio Altamira se ubica al sureste de la ciudad de Córdoba Capital, República Argentina.

## Límites
Limita oficialmente con los barrios San Vicente, Parque San Vicente, Müller, Acosta, Empalme, Ampliación Altamira, Villa Argentina y Mirador.

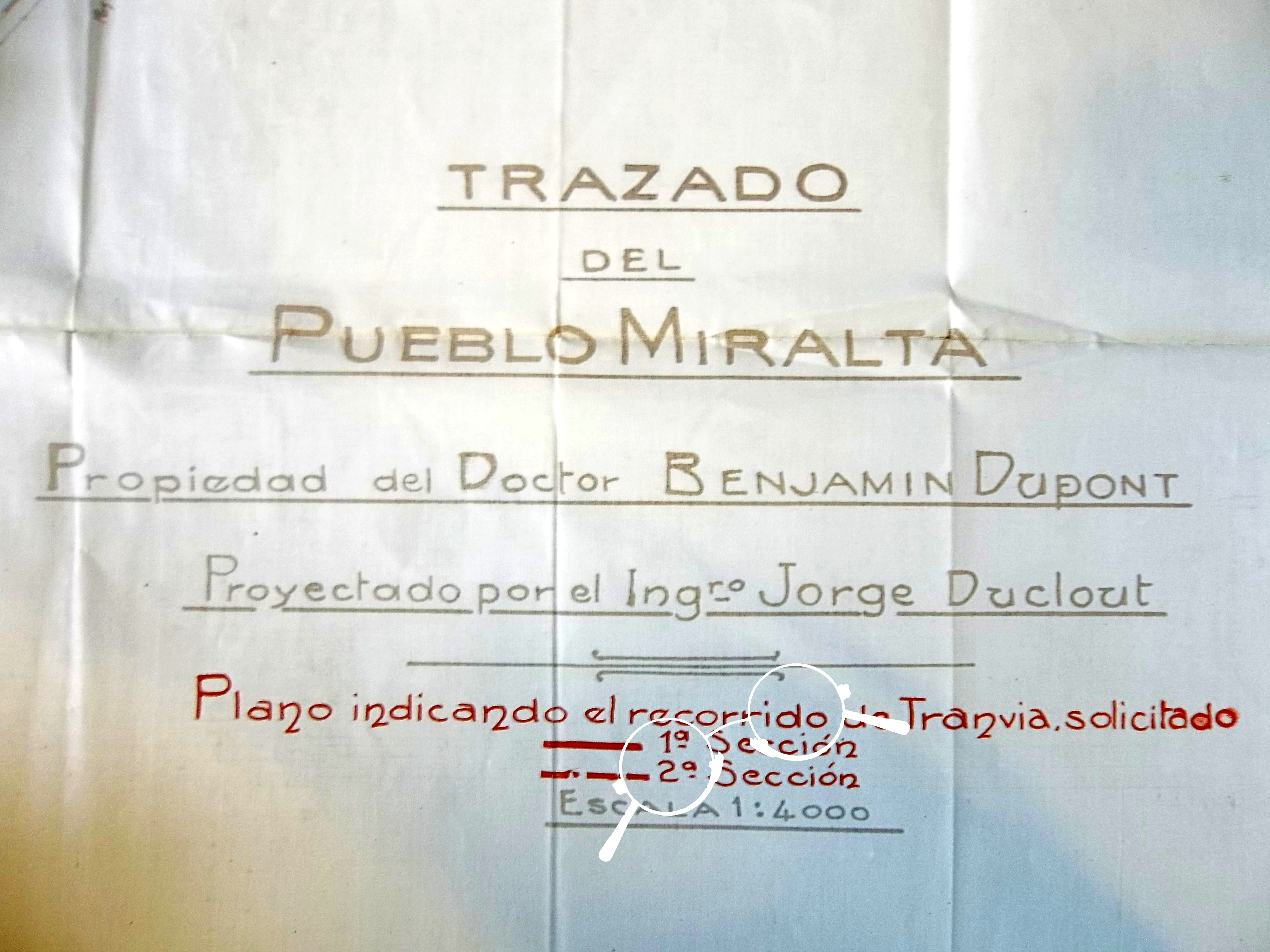
Primer Plano Original del Barrio Altamira.
Colección del Dr. Federico G. Bordese

## Historia
El barrio Altamira, tiene su comienzo como un espacio casi desértico con interrupciones espinadas de barrancas al este y norte del actual barrio. El barrio nace cuando el «Pueblo San Vicente» comenzaba a surgir. Por simples caprichos y curiosos de los pueblerinos vicentinos, escalaban las barranca para observar el paisaje de la pequeña ciudad de Córdoba. A comienzos del siglo XX, en 1912, aparece un francés llamado Benjamín Dupont
(…) «El establecimiento de nuestro barrio (nunca fue fundada) está muy lejos a la historia que se cuenta sobre Jerónimo Luis de Cabrera cuando fundó Córdoba, pues Dupont no vino desde Europa a fundar ciudades y menos un barrio, es decir que en un momento dado Dupont, como hombre ingenioso, se le dio por crear un Pueblo y no un barrio puesto que estaba en las afuera de la ciudad por aquéllos tiempos. Benjamín no sacó una espada y cortó unas ramas de un árbol y dijo palabra solemnes, en donde indios, peruanos, españoles, algunos portugueses y franceses que, reunidos escucharon las sabias palabras como cuenta la historia sobre Cabrera. El colonizador de nuestro barrio fue nada menos que Jean-Baptiste Benjamin DuPont un destacado médico e investigador, que al llegar a la Argentina, sería conocido como Juan Bautista Benjamín Dupont».

## Vocablo de la palabra
El médico francés presentó a la Municipalidad un plano de un pueblo (no un barrio) que dominaría «Mira Alta». Este fue aprobado en la sesión del 2 de agosto de 1912 por el Consejo de Deliberante,
Hoy día se lo conoce como El barrio de los balcones o miradores, debido a los numerosas vistas que posee la zona hacia la ciudad.[cita requerida]

## Arquitectura
En la arquitectura del barrio se mezclan antiguas construcciones del siglo XIX y de principios del siglo XX con edificaciones modernas. No Existen edificios en altura. También se puede hallar al menos tres casas tipo chalet edificadas cuando el barrio ya comenzaba a surgir, pero también se halla un cine (hoy modificado en un supermercado) a comienzos del siglo XIX.

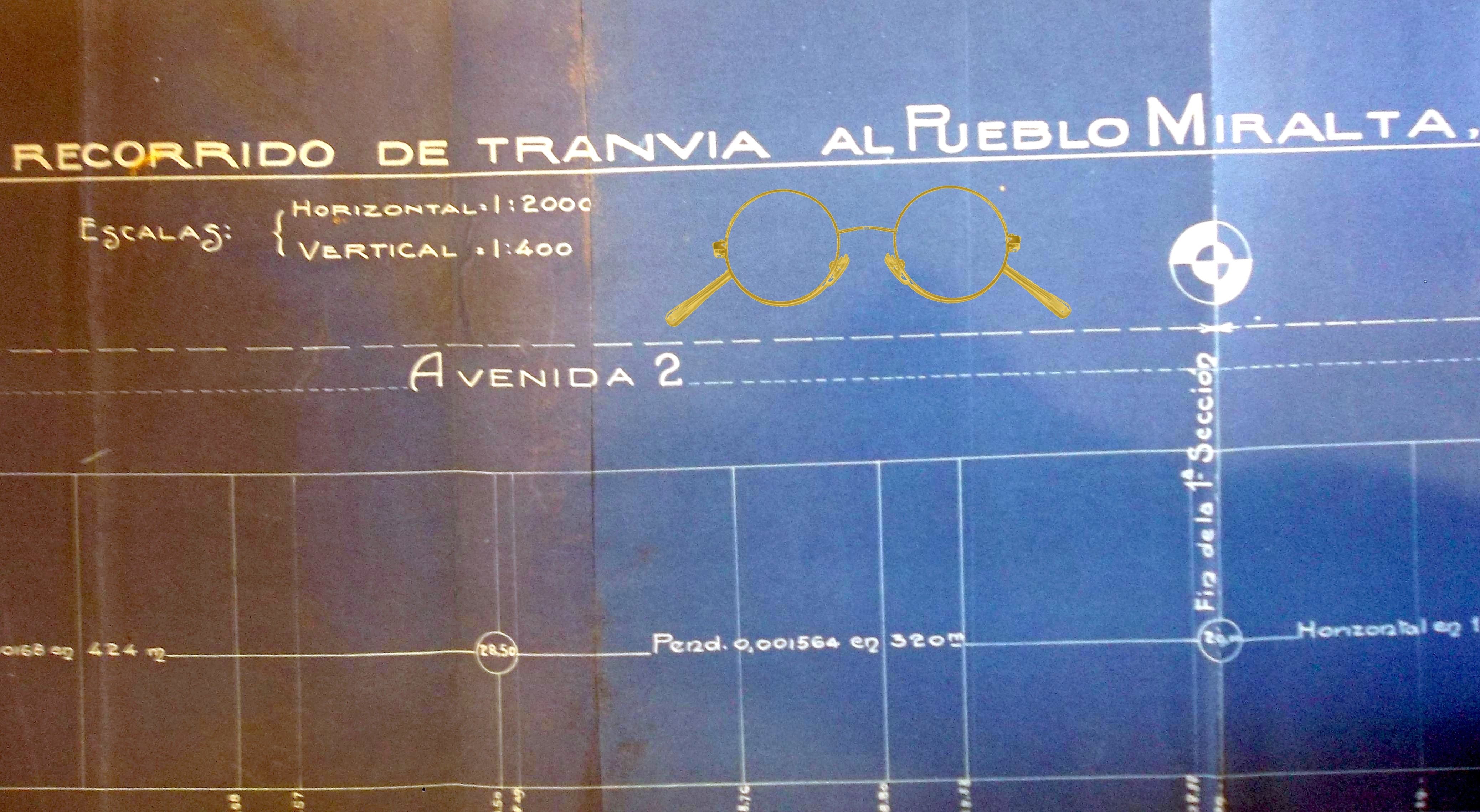
Plano para el recorrido del Tranvía en el actual Barrio Altamira

## Espacios verdes
El Barrio posee tres plazas: Plaza Guevara, Plaza José Malanca y la actual mini-plazoleta Benjamín Dupont. Siendo este último como una Plaza expropiada sin consentimiento y reconocimiento legal propiamente dicho.[cita requerida]

## Hechos
Durante la Dictadura militar Argentina (1976 – 1983) una pareja fue secuestrada en la Plaza (hoy pequeña plazoleta) sobre la calle Río Segundo, frente al Pasaje Junín. Fueron uno de los primeros en “desaparecer” durante la Dictadura. Por aquellos tiempos la plaza era grande y gran parte de sus alrededores eran espacios abiertos (hoy ocupadas por casas); ellos fueron Marta Susana Ledesma de Comba y su pareja Sergio Comba quienes vivían en el mencionado barrio y fuesen “desaparecidos” el 10/12/1975». Hoy día la plaza ha casi desaparecido.

## Actualidad
Actualmente el barrio, en su mayoría, es de clase media. En él hay gente trabajadora[cita requerida], con diversas profesiones; hay muchos comercios chicos, almacenes, farmacias, entre otros. Es un barrio de mucha gente grande, aunque en estos últimos años se están empezando a ver más niños, jóvenes y adolescentes, debido a que esta gente grande fallece y sus hijos vuelven al barrio por cuestiones económicas, además obtienen la casa como herencia.